# Van H. Manning
Vannoy Hartrog (Van) Manning (Cerca de Raleigh, Carolina del Norte, 26 de julio de 1839 - Branchville, Maryland, 3 de noviembre de 1892) fue un diputado estadounidense por el estado de Misisipi y oficial en el confederado Ejército de Virginia del Norte durante la guerra civil estadounidense.
Manning nació cerca de Raleigh, en Carolina del Norte, aunque en 1841 sus padres se mudaron a Misisipi. Asistió a la Academia Masculina Horn Lake, en el Condado De Soto, en Misisipi, y posteriormente estudió derecho en la Universidad de Nashville, en Tennessee. En 1860 se trasladó a Arkansas y fue admitido en la abogacía en 1861 cuando empezó su práctica profesional en Hamburg.
Sirvió en el Ejército confederado durante la Guerra Civil de los Estados Unidos como capitán y posteriormente como coronel en el Tercer Regimiento de Infantería de Arkansas. Manning fue herido en las batallas de Antietam y Gettysburg. En 1864 fue herido y capturado en la batalla del Wilderness, en Virginia. Manning fue prisionero de guerra del Ejército federal desde su captura hasta el final de la guerra en 1865.
Una vez finalizada la guerra reanudó la práctica de la abogacía en Holly Springs, Misisipi. Fue elegido diputado por el Partido Demócrata para el 45 Congreso de los Estados Unidos, el 46 y el 47, entre el 4 de marzo de 1877 y el 4 de marzo de 1883.
Volvió a retomar la práctica de la abogacía en 1883 en Washington D. C.. En 1884 se presentó para el 48 Congreso pero no resultó elegido. El 25 de junio de 1884 su puesto fue ocupado por James R. Chalmers.
Manning murió en Branchville, Maryland, y fue enterrado en el Cementerio de Glenwood, en Washington D. C.